# Condado de Vukovar-Sírmia
O Condado de Vukovar-Sírmia (em croata: Vukovarsko-srijemska županija) é um condado da Croácia. Sua capital é a cidade de Vukovar.

## Divisão administrativa
O Condado está dividido em 5 Cidades e 26 Municípios.
As cidades são:
- Ilok
- Otok
- Vinkovci
- Vukovar
- Županja

As municípios são:
- Andrijaševci
- Babina Greda
- Bogdanovci
- Borovo
- Bošnjaci
- Cerna
- Drenovci
- Gradište
- Gunja
- Ivankovo
- Jarmina
- Lovas
- Markušica
- Negoslavci
- Nijemci
- Nuštar
- Privlaka
- Stari Jankovci
- Stari Mikanovci
- Štitar
- Tompojevci
- Tordinci
- Tovarnik
- Trpinja
- Vođinci
- Vrbanja